# Curt von Gottberg

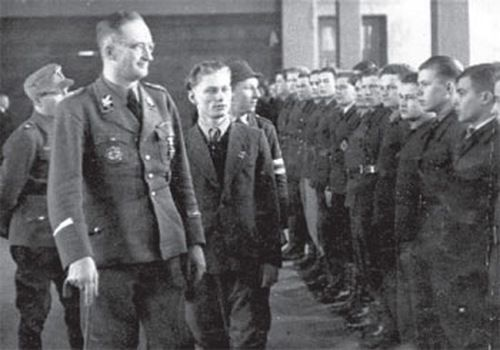
Curt von Gottberg mit Usewalad Rodska und Michas Ganko (von links nach rechts)

Curt Gustav Friedrich Walther von Gottberg (* 11. Februar 1896 in Preußisch Wilten; † 31. Mai 1945 in Lutzhöft) war ein hochrangiges Mitglied der SS und ein Kriegsverbrecher. Er vereinigte vom März 1943 bis zum Juli 1944 die höchste zivile und militärische Gewalt in Weißruthenien (Weißrussland) in Personalunion. Während des Zusammenbruchs der Heeresgruppe Mitte stieg er Anfang Juli 1944 zum Höheren SS- und Polizeiführer (HSSPF) für Russland-Mitte und Weißruthenien auf. Von Gottberg war seit dem 30. Juni 1944 SS-Obergruppenführer und General der Waffen-SS.

## Leben und Wirken

### Herkunft und Familie
Curt von Gottberg entstammte dem alten hinterpommerschen Adelsgeschlecht von Gottberg. Sein Vater war Walter von Gottberg (1870–1945), seine Mutter dessen erste Ehefrau, die Generalstochter Agnes Freiin von der Goltz (1869–1923). Er hatte zwei Geschwister. Im Jahre 1912 begann er eine landwirtschaftliche Ausbildung.

### Erster Weltkrieg
Von Gottberg trat zu Beginn des Ersten Weltkrieges als Freiwilliger am 2. August 1914 in die Preußische Armee ein; bis zum November 1918 nahm er an den Kampfhandlungen teil. 1917 wurde er wegen seiner zahlreichen Schuss- und Splitterverletzungen für kriegsbeschädigt erklärt. Mit dem Eisernen Kreuz II. und I. Klasse ausgezeichnet, gehörte er als Oberleutnant noch bis April 1920 der Reichswehr an. 
1919 heiratete Gottberg eine Verwandte, Leonie von Gottberg-Gr. Klitten, und hatte mit ihr drei Töchter. Nach der Scheidung 1928 ehelichte er noch gleichen Jahr die bürgerliche Charlotte Kniep, mit ihr hatte er vier Söhne.

### Weimarer Republik
Von Gottberg schloss sich nach seiner Entlassung zusammen mit anderen demobilisierten Reichswehroffizieren der Marine-Brigade Ehrhardt an. Im November 1923 nahm er in München am Hitlerputsch teil.
1924 kehrte er nach Ostpreußen zurück, beendete seine landwirtschaftliche Ausbildung und war bis zum Ende der 1920er Jahre in Königsberg selbständiger Siedlungsunternehmer. 1931 trat er der SA und zum 1. Februar 1932 der NSDAP bei (Mitgliedsnummer 948.753). Im September 1932 wechselte er zur SS (SS-Nummer 45.923).

### Karriere in der SS
Kurz nach der Machtergreifung Adolf Hitlers am 30. Januar 1933 wurde Curt von Gottberg mehrfach innerhalb der SS-Hierarchie befördert. Ende 1933 wurde er Leiter der SS-Verfügungstruppe im württembergischen Ellwangen. Der Aufbau einer militärischen Truppe als Grundstock der zukünftigen Waffen-SS veranlasste die SS-Führung, auf durch den Ersten Weltkrieg geschultes militärisches Personal zurückzugreifen. Am 30. Januar 1934 wurde er zum SS-Sturmbannführer befördert, am 20. März 1934 zum Obersturmbannführer, wie auch zum Beispiel Ludolf-Hermann von Alvensleben-Schochwitz.
1936 sollte von Gottberg die Führung der 49. SS-Standarte in Braunschweig übernehmen. Im Januar 1936 verursachte er jedoch nach einem Zechgelage einen Autounfall in einem fremden Fahrzeug. Von Gottbergs linkes Bein musste unterhalb des Knies amputiert werden. Heinrich Himmler persönlich intervenierte zu Gunsten von Gottberg. Die Kosten für die medizinische Nachbetreuung und Rehabilitation sowie für das zerstörte Auto wurden übernommen. Himmler veranlasste, dass von Gottberg im Juli 1937 zum Chef des Siedlungsamtes im Rasse- und Siedlungshauptamt (RuSHA) der SS ernannt wurde. Mit dieser Tätigkeit war von Gottberg jedoch überfordert, da sich seine Verwaltungserfahrung auf die Landwirtschaft beschränkte. Er wurde 1939 von Wilhelm Freiherr von Holzschuher abgelöst.
Im Sommer 1939 erhielt von Gottberg einen Posten als kommissarischer Leiter des „Prager Bodenamtes“ im Reichsprotektorat Böhmen und Mähren. Von Gottbergs Finanzgebaren, das dubiose Transaktionen, Darlehen an Privatpersonen, mangelnde Aufsicht gegenüber Untergebenen und Verlustgeschäfte in Millionenhöhe umfasste, führte zu einem handfesten Skandal innerhalb des RuSHA. Im November 1939 veranlasste der Leiter des RuSHA Pancke von Gottbergs Rücktritt.
Nach „Hausarrest“ und etlichen Interventionen wurde von Gottberg am 1. Oktober 1940 Chef des Erfassungsamtes im SS-Hauptamt. Das lang anhaltende Disziplinarverfahren am Hauptamt-SS-Gericht fand im April 1942 mit von Gottbergs Rehabilitierung sein Ende. Er habe zwar „sachliche Fehler“ gemacht und ihm seien „unzweckmäßige Dispositionen“ unterlaufen, ihm wurde aber zugutegehalten, er habe mit „bemerkenswerter Schwungkraft“, „einsatzbereiter Verantwortungsfreudigkeit“ und „persönlicher Hingabe“ gehandelt.

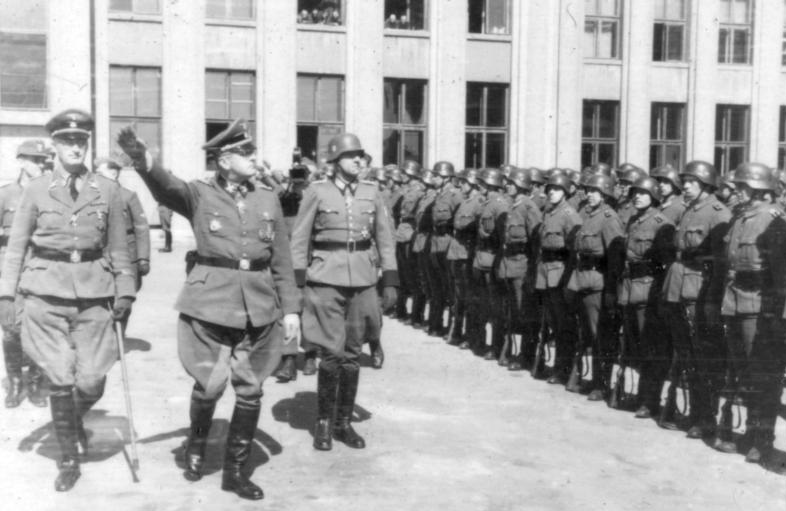
Curt von Gottberg (li.) und von dem Bach bei Abnahme einer Parade der Ordnungspolizei auf dem Lenin-Platz in Minsk (ca. 1943), Aufnahme aus dem Bundesarchiv

Der von Himmler protegierte von Gottberg, ab Juni 1942 SS- und Polizeiführer (SSPF) für den Generalbezirk Weißruthenien, konnte seine „SS-Führerfähigkeit“ zwischen Oktober 1942 und Juni 1944 als Fachmann für „Bandenbekämpfungsunternehmen“ unter Beweis stellen. Ganze Regionen wurden zum „Bandengebiet“ erklärt, die Bewohner verschleppt oder ermordet, die Häuser zerstört. Von Gottberg entwickelte neue Strategien in der Partisanenbekämpfung auf dem Territorium der Sowjetunion. In einer dichten Folge von Kommandounternehmungen griff die „Kampfgruppe von Gottberg“ von sich aus mutmaßliche Stützpunkte von Partisanen an. Ab dem 14. März 1943 war von Gottberg zugleich Vertreter des HSSPF Russland-Mitte, Erich von dem Bach-Zelewski, dem „Bevollmächtigten des Reichsführers-SS für die Bandenbekämpfung“ bzw. „Chefs der Bandenkampfverbände“. Am 27. September 1943 wurde er mit der Wahrung der Geschäfte des am 22. September 1943 in Minsk durch eine Bombe getöteten Generalkommissars von Weißruthenien, Wilhelm Kube, beauftragt.

„In dem evakuierten Raum“, so von Gottberg in einem Befehl vom 1. August 1943, „sind die Menschen in Zukunft Freiwild“. Ein Einsatzbefehl von Gottbergs vom 7. Dezember 1942 lautete wie folgt: 

„Als Feind ist anzusehen jeder Bandit, Jude, Zigeuner.“

 Anlässlich seines ersten Unternehmens (Codename „Nürnberg“) meldete von Gottberg am 5. Dezember 1942:

„Feindtote: 799 Banditen, über 300 Bandenverdächtige und über 1800 Juden. […] Eigenverluste: 2 Tote und 10 Verwundete. Glück muß man haben.“

Die „Kampfgruppe von Gottberg“ war, zusammen mit dem „Sonderkommando Dirlewanger“ und der „Kaminski-Brigade“, von Bach-Zelewski koordiniert, verantwortlich für zahllose Massenmordaktionen an Zivilisten in Weißrussland. So zum Beispiel beim „Unternehmen Erntefest I“ vom 18. bis 26. Januar 1943 mit dem Ergebnis: 805 Feindtote, 1.165 „Sonderbehandelte“ (Ermordete), bei eigenen Verlusten von 6 Toten und 17 Verwundeten und „Erntefest II“ vom 28. Januar bis 9. Februar 1943 mit 2.325 Feindtoten und eigenen Verlusten von 5 Toten und 38 Verwundeten. Im November 1943 führte die Kampfgruppe, zusammen mit der Kampfgruppe „Jeckeln“, das „Unternehmen Heinrich“ durch, das wegen einer sowjetischen Offensive abgebrochen werden musste.
Gottberg war, im Gegensatz zu seinem Vorgänger Wilhelm Kube, ein dezidierter Gegner größerer weißrussischer Autonomie. Nichtsdestotrotz sah er sich gezwungen, mit einheimischen Funktionären zusammenzuarbeiten. Am 21. Dezember 1943 wurde auf Veranlassung Gottbergs der Weißruthenische Zentralrat gegründet, welcher als Marionettenstaat der Besatzer fungierte. Ebenfalls wurde am 23. Februar 1944 die Weißruthenische Heimwehr gegründet, ein Verband weißrussischer Soldaten, welcher zur Bekämpfung von Partisanen eingesetzt wurde.
Gottberg, der binnen kurzer Zeit die höchsten militärischen Auszeichnungen erhielt, wurde am 21. Juni 1944, einen Tag vor dem Beginn der Operation Bagration, die zum Zusammenbruch der Heeresgruppe Mitte führte, zum „HSSPF Russland Mitte und Weißruthenien“ ernannt und am 30. Juni 1944 zum SS-Obergruppenführer befördert.
Während des hastigen Rückzuges aus Weißrussland wurden die von Gottberg unterstehenden SS-Polizei-Einheiten gegen die Rote Armee eingesetzt. Trotz der bedrohlichen militärischen Lage ermordeten von Gottbergs Truppen noch viele Einwohner von Borissow und weiterer Orte. Von Gottberg weigerte sich, dem militärischen Kommando der Wehrmacht unterstellt zu werden.
Von Gottberg war als Chef der „Bandenbekämpfung“ im besetzten Frankreich vorgesehen, was aber wegen des schnellen Vordringens der Alliierten nicht mehr ausgeführt werden konnte. Vom 7. August 1944 bis zum 18. Oktober 1944 war von Gottberg Kommandierender General des XII. SS-Armeekorps.
Im März 1945 erhielt von Gottberg von Himmler den Auftrag, das deutsche Eisenbahnnetz nach desertierenden Soldaten zu überwachen. Von Joseph Goebbels wurde er mit der Remobilisierung von bereits aus der Wehrmacht entlassenen Soldaten betraut. Zum Kriegsende folgte er der sogenannten Rattenlinie Nord nach Flensburg.

### Nachkriegszeit
Nach dem Kriegsende wurde von Gottberg festgenommen. Er beging am 31. Mai 1945 in Lutzhöft bei Flensburg in britischer Gefangenschaft Suizid.